# Paul Carrack
Paul Melvyn Carrack (Sheffield, Inglaterra, 22 de abril de 1951) es un cantante, músico y compositor británico. Apodado por el canal de televisión BBC como «El hombre con la voz de oro», Carrack empezó su carrera profesional como compositor y líder del grupo Ace y ganó popularidad como artista en solitario y por su pertenencia a grupos como Roxy Music, Squeeze y The Bleeding Heart Band, grupo de respaldo de Roger Waters. Entre 1980 y finales de la década de 1990, ganó popularidad como fundador junto a Mike Rutherford y Paul Young (Sad Café) del grupo Mike and the Mechanics. Carrack trabajó como vocalista de la banda hasta su marcha en 2004. 
Carrack cantó varios de los mayores éxitos en las bandas donde trabajó, incluyendo «How Long?» en Ace, «Tempted» en Squeeze, y «Silent Running» en Mike and the Mechanics. Además, participó como vocalista en los álbumes de Roger Waters Radio K.A.O.S. y The Wall – Live in Berlin, y logró un importante éxito en solitario con la canción «Don't Shed a Tear». Varias canciones de Carrack fueron versionadas por grupos y artistas tales como Eagles, Diana Ross, Tom Jones, Michael McDonald y Jools Holland.

## Trayectoria

### Década de 1970
Su carrera musical comienza con el conjunto de rock progresivo Warm Dust, que lanzó tres álbumes entre 1970 y 1972. Carrack era el pianista y de vez en cuando utilizaba otros instrumentos pero no era el solista del grupo. Después de la disolución de Warm Dust, Carrack y el bajista Tex Comer crearon el grupo de pop-rock llamado Ace. Carrack compuso y cantó «How long», un sencillo que fue un éxito a ambos lados del Atlántico en 1975. Sin embargo, ninguna otra grabación del grupo ganó popularidad. En 1977 Ace se disolvió y Carrack comenzó a trabajar como músico de apoyo para Frankie Miller. Luego se incorporó como miembro de Roxy Music, tocando los teclados en el álbum de 1979 Manifesto. Carrack también participaría en los dos siguientes álbumes del grupo, pero como un músico de sesión, no un miembro de la banda.

### Década de 1980
Tras su paso por Roxy Music publica su primer álbum en solitario, Nightbird, que no fue un éxito comercial. En 1981, Glenn Tilbrook lo recluta para unirse a Squeeze como reemplazo del pianista Jools Holland. Esta nueva formación alcanzó el éxito internacional con el álbum East Side Story, donde Carrack es el vocalista en la canción «Tempted», su mayor éxito de esa época en Estados Unidos. Pero hacia 1982, Carrack había abandonado el grupo, y había sido substituido por Don Snow.
Previamente, a finales de 1981, Carrack se había unido a Nick Lowe para formar una banda de acompañamiento denominada Noise To Go, cuyo propósito era intervenir en los respectivos álbumes en solitario de ambos artistas, de modo similar a la banda Rockpile en los álbumes de Dave Edmunds y del propio Lowe. Noise To Go también intervendría en Blue Nun, LP en solitario de Carlene Carter, esposa de Nick Lowe. La banda se completaba con Martin Belmont en la guitarra, James Eller en el bajo y Bobby Irwin en la batería. En 1982, esa formación acompañó el LP en solitario de Carrack Suburban Voodoo.
Tras ese álbum, James Eller abandona Noise To Go, Nick Lowe se encarga del bajo eléctrico y la banda se rebautiza como Nick Lowe and His Cowboy Outfit, que graba dos álbumes entre 1983 y 1985, con Lowe como vocalista. Durante esta época, Carrack también trabajó como músico de sesión para The Smiths y The Pretenders.
En 1985, Nick Lowe and His Cowboy Outfit fue disuelto y Mike Rutherford, de Genesis, se puso en contacto con Carrack para que se uniera a Mike + The Mechanics, el nuevo proyecto de Rutherford. Al principio, Carrack era uno de los dos cantantes alternos junto a Paul Young; así canta el éxito de 1985 «Silent Running (On Dangerous Ground)». Además, compagina su intervención en el grupo con otras actividades musicales. En 1986, Carrack se incorpora al recién formado grupo de Roger Waters, The Bleeding Hearts Band, con quienes graba en ese año la banda sonora de la película «When The Wind Blows» y al año siguiente el álbum en solitario de Waters Radio KAOS —al que sigue una gira por Europa y Estados Unidos—; aprovechando el éxito de Mike and the Mechanics, en 1987 edita su propio álbum One Good Reason, y el sencillo «Don't Shed A Tear». Desde entonces, logra mantener tanto su carrera en solitario como con Mike and the Mechanics, una banda que grabó y viajó irregularmente debido a los compromisos de Rutherford con Genesis. En 1989 la banda alcanza el número 2 de las listas británicas con «The Living Years» con Carrack como voz. También en 1989, interpreta a dúo con Terri Nunn «Romance», una canción basada en un éxito de sintetizador de una banda alemana. La canción apareció en la banda sonora de la película «Sing».

### Década de 1990
A principios de la década se produce una pequeña parada en su carrera aunque continúa trabajando con "Mike + The Mechanics" sobre todo con los teclados. En 1990 en Berlín, trabaja en el innovador espectáculo "The Wall" de Roger Waters, interpretando "Hey You" ante 250.000 personas. 
En 1993, se une al bajista Tony Levin, al batería Steve Ferrone, al guitarrista Phil Palmer y al productor y tecladista Rupert Hine para formar la banda "Spin 1ne 2wo", también lanzando un álbum con temas de Jimi Hendrix, The Who, Led Zeppelin, Blind Faith, Steely Dan o Bob Dylan. También en 1993, Squeeze contrata la vuelta de Carrack para su álbum Some Fantastic Place y su tour de promoción. Con Carrack a la voz, el disco fue un éxito con su canción "Tempted" que apareció en el film "Reality Bites" (1994). Sin embargo, Carrack abandona de nuevo el grupo un año después. Tras esta segunda etapa con "Squeeze" se une a Timothy B. Schmit y Don Felder de The Eagles para un nuevo y ambicioso proyecto de grabación que finalmente no se termina.
En España, en 1995, junto a su amigo y multiinstrumentista argentino Gustavo Gabetta, Carrack forma una banda en España, la cual incluía al baterista y percusionista catalán Roger Blavia (quien trabajó con Joan Manuel Serrat y Carles Benavent, entre una larga lista de músicos), el guitarrista, pianista y cantante catalán Carles "Litus" Bosch, y el bajista inglés (y actual músico de la banda oficial de Paul Carrack) Jeremy Meek. Gabetta y Carrack bautizaron al conjunto con el nombre de "Paul and the Macarrack's", y con la misma hacen «tournés» en verano por todo el país, de manera ininterrumpida hasta el 2011. Con esta misma banda grabaron un album con 9 temas de Paul Carrack fusionados con ritmos latinos.
En 1996 Carrack recopila su carrera en solitario con el disco Blue Views.

### Década de 2000
Mantiene su carrera activa como artista en solitario y músico de sesión, compaginando su trabajo con Mike + The Mechanics en 2000. En 2004, el ya mencionado grupo se rebautiza entonces como "Mike + The Mechanics & Paul Carrack".

## Discografía

### En solitario
- 1980 Nightbird
- 1982 Suburban Voodoo
- 1987 One Good Reason
- 1989 Groove Approved
- 1996 Eyes of blue
- 1997 Blue Views
- 1997 Beautiful World
- 2000 Satisfy My Soul
- 2001 Groovin'
- 2003 It Ain't Over
- 2005 Winter Wonderland
- 2007 Old, New, Borrowed and Blue
- 2008 I Know That Name
- 2010 A Different Hat
- 2012 Good Feeling – (UK #46)
- 2013 Rain or Shine – (UK #80)
- 2016 Soul Shadows – (UK #25)
- 2020 Love songs
- 2020 Another Side of Paul Carrack
- 2021 One on One
- 2023 Don´t wait too Long

### Recopilaciones
- 1987 Ace Mechanic
- 1988 The Carrack Collection
- 1994 Twenty-One Good Reasons: The Paul Carrack Collection
- 1995 Carrackter Referente
- 2006 Greatest Hits - The Story So Far